# جون مور روبنسون
جون مور روبنسون هو مستكشف وسياسي كندي، ولد في 1855، وتوفي في 1934.